# Villard-Reymond
Villard-Reymond település Franciaországban, Isère megyében. Lakosainak száma 43 fő (2022. január 1.). Villard-Reymond Le Bourg-d’Oisans, Ornon, Villard-Notre-Dame és Chantepérier községekkel határos.

## Népesség
A település népessége az elmúlt években az alábbi módon változott:
| Lakosok száma | 14   | 25   | 21   | 47   | 38   | 43   | 43   | 40   | 39   | 43   |
|               | 1968 | 1982 | 1990 | 2006 | 2013 | 2015 | 2017 | 2019 | 2020 | 2022 |